# Павліна Нола
Павліна Нола (нар. 14 липня 1974) — колишня болгарська тенісистка.
Найвищу одиночну позицію світового рейтингу — 68 місце досягла 14 травня 2001, парну — 87 місце — 3 серпня 1998 року.
Здобула 7 одиночних та 1 парний титул.
Найвищим досягненням на турнірах Великого шолома було 2 коло в одиночному розряді.
Завершила кар'єру 2002 року.

## Фінали турнірів WTA

### Одиночний розряд: 1 (1 поразка)
| Легенда                       |
| ----------------------------- |
| Турніри Великого шолома (0–0) |
| Tier I турніри (0–0)          |
| Tier II турніри (0–0)         |
| Турніри Tier III (0–0)        |
| Турніри Tier IV (0–1)         |
| Турніри Tier V (0–0)          |

| Фінали за покриттям |
| ------------------- |
| Тверде (0–0)        |
| Ґрунт (0–1)         |
| Трава (0–0)         |
| Килим (0–0)         |

| Результат | W–L | Дата | Турнір                                                | Рівень  | Покриття | Суперниця        | Рахунок  |
| --------- | --- | ---- | ----------------------------------------------------- | ------- | -------- | ---------------- | -------- |
| Поразка   | 0–1 | 2000 | Internazionali Femminili di Tennis di Palermo, Італія | Tier IV | Ґрунт    | Генрієта Надьова | 3–6, 5–7 |

### Парний розряд: 1 (1 перемога)
| Легенда                       |
| ----------------------------- |
| Турніри Великого шолома (0–0) |
| Tier I турніри (0–0)          |
| Tier II турніри (0–0)         |
| Турніри Tier III (0–0)        |
| Турніри Tier IV (1–0)         |
| Турніри Tier V (0–0)          |

| Фінали за покриттям |
| ------------------- |
| Тверде (0–0)        |
| Ґрунт (1–0)         |
| Трава (0–0)         |
| Килим (0–0)         |

| Результат | W–L | Дата | Турнір                                                | Рівень  | Покриття | Партнерка       | Суперниці                 | Рахунок  |
| --------- | --- | ---- | ----------------------------------------------------- | ------- | -------- | --------------- | ------------------------- | -------- |
| Перемога  | 1–0 | 1998 | Internazionali Femminili di Tennis di Palermo, Італія | Tier IV | Ґрунт    | Елена Пампулова | Барбара Шетт Патті Шнідер | 6–4, 6–2 |

## Фінали ITF

### Одиночний розряд: 12 (7–5)
| Легенда          |
| ---------------- |
| турніри $100,000 |
| турніри $75,000  |
| турніри $50,000  |
| турніри $25,000  |
| турніри $10,000  |

| Фінали за покриттям |
| ------------------- |
| Тверде (3–2)        |
| Ґрунт (4–3)         |
| Трава (0–0)         |
| Килим (0–0)         |

| Результат | W–L | Дата     | Турнір                     | Рівень | Покриття | Суперниця             | Рахунок       |
| --------- | --- | -------- | -------------------------- | ------ | -------- | --------------------- | ------------- |
| Перемога  | 1–0 | Жов 1994 | ITF Бургас, Болгарія       | 10,000 | Тверде   | Генріетте ван Алдерен | 7–5, 6–0      |
| Перемога  | 2–0 | Сер 1995 | ITF Вальшайд, Німеччина    | 10,000 | Ґрунт    | Моніка Староста       | 6–4, 6–1      |
| Перемога  | 3–0 | Вер 1995 | ITF Бад-Наугайм, Німеччина | 10,000 | Ґрунт    | Алена Гаврлікова      | 3–6, 6–3, 6–4 |
| Поразка   | 3–1 | Сер 1996 | ITF Горб, Німеччина        | 10,000 | Ґрунт    | Choi Ju-yeon          | 3–6, 1–6      |
| Перемога  | 4–1 | Сер 1996 | ITF Бад-Наугайм, Німеччина | 10,000 | Ґрунт    | Ліза Фріц             | 6–3, 7–6(7–2) |
| Перемога  | 5–1 | Лют 1997 | ITF Фару, Португалія       | 10,000 | Тверде   | Атіна Бріґель         | 6–4, 6–1      |
| Поразка   | 5–2 | Кві 1997 | ITF Дубровник, Хорватія    | 10,000 | Ґрунт    | Мілена Неквапілова    | 2–6, 6–0, 2–6 |
| Перемога  | 6–2 | Лип 1997 | ITF Дармштадт, Німеччина   | 25,000 | Ґрунт    | Ралука Санду          | 6–4, 6–1      |
| Поразка   | 6–3 | Вер 1997 | ITF Софія, Болгарія        | 25,000 | Ґрунт    | Ана Алькасар          | 6–2, 3–6, 1–6 |
| Перемога  | 7–3 | Жов 1998 | ITF Індіан-Веллс, США      | 25,000 | Тверде   | Кім Ин Ха             | 6–3, 6–4      |
| Поразка   | 7–4 | Кві 2000 | ITF Норкросс, США          | 25,000 | Тверде   | Марісса Ірвін         | 2–6, 3–6      |
| Поразка   | 7–5 | Лис 2001 | ITF Порт-Пірі, Австралія   | 25,000 | Тверде   | Обата Саорі           | 1–6, 2–6      |

### Парний розряд: 11 (8–3)
| Легенда          |
| ---------------- |
| турніри $100,000 |
| турніри $75,000  |
| турніри $50,000  |
| турніри $25,000  |
| турніри $10,000  |

| Фінали за покриттям |
| ------------------- |
| Тверде (2–0)        |
| Ґрунт (6–3)         |
| Трава (0–0)         |
| Килим (0–0)         |

| Результат | W–L | Дата     | Турнір                     | Рівень | Покриття | Партнерка           | Суперниці                            | Рахунок              |
| --------- | --- | -------- | -------------------------- | ------ | -------- | ------------------- | ------------------------------------ | -------------------- |
| Поразка   | 0–1 | Сер 1995 | ITF Горб, Німеччина        | 10,000 | Килим    | Анна Лінкова        | Івана Гаврлікова Моніка Кратохвілова | 2–6, 5–7             |
| Перемога  | 1–1 | Вер 1995 | ITF Бад-Наугайм, Німеччина | 10,000 | Ґрунт    | Рената Кохта        | Домініка Горецька Петра Плачкова     | 7–6, 6–2             |
| Перемога  | 2–1 | Вер 1995 | ITF Варна, Болгарія        | 10,000 | Ґрунт    | Дора Джилянова      | Галина Димитрова Десислава Топалова  | 4–6, 6–4, 7–5        |
| Поразка   | 2–2 | Жов 1995 | ITF Бухарест, Румунія      | 25,000 | Ґрунт    | Дора Джилянова      | Ангела Керек Мая Живець-Шкуль        | 2–6, 7–6(7–5), 3–6   |
| Перемога  | 3–2 | Сер 1996 | ITF Бад-Наугайм, Німеччина | 10,000 | Ґрунт    | Майке Фреліх        | Сімона Галікова Патрісія Маркова     | 7–6(7–4), 7–6(12–10) |
| Перемога  | 4–2 | Вер 1996 | ITF Албена, Болгарія       | 10,000 | Ґрунт    | Антоанета Пандєрова | Галина Димитрова Десислава Топалова  | 6–4, 6–2             |
| Перемога  | 5–2 | Чер 1997 | ITF Бургас, Болгарія       | 10,000 | Тверде   | Теодора Недева      | Майке Фреліх Кристина Поятина        | 6–1, 6–2             |
| Перемога  | 6–2 | Лип 1997 | ITF Дармштадт, Німеччина   | 25,000 | Ґрунт    | Светлана Кривенчева | Ольга Іванова Магдалена Фейстель     | 6–0, 2–6, 6–3        |
| Перемога  | 7–2 | Лип 1997 | ITF Росток, Німеччина      | 25,000 | Ґрунт    | Светлана Кривенчева | Рені Рід Река Відатс                 | w/o                  |
| Поразка   | 7–3 | Сер 1997 | ITF Братислава, Словаччина | 75,000 | Ґрунт    | Светлана Кривенчева | Лоранс Куртуа Генрієта Надьова       | 1–6, 0–6             |
| Перемога  | 8–3 | Жов 1998 | ITF Індіан-Веллс, США      | 25,000 | Тверде   | Ліндсей Лі-Вотерс   | Еріка Делоун Каті Шлукебір           | 6–0, 6–7(4–7), 6–1   |

## Кубок Федерації
Павліна Нола дебютувала за Збірну Болгарії в Кубку Федерації 1995 року. Відтоді вона має такі показники виграшів-поразок: 4–4 в одиночному розряді, 1–3 - у парному (5–7 загалом).

### Одиночний розряд (4–4)
| Edition                          | Раунд | Дата           | Супротивник                     | Покриття | Суперниця          | W/L | Результат     |
| -------------------------------- | ----- | -------------- | ------------------------------- | -------- | ------------------ | --- | ------------- |
| Світова групи I 1995, плей-оф    | PO    | 22 липня 1995  | Південно-Африканська Республіка | Тверде   | Аманда Кетцер      | L   | 0–6, 1–6      |
| Світова групи I 1995, плей-оф    | PO    | 23 липня 1995  | Південно-Африканська Республіка | Тверде   | Йоаннетта Крюгер   | L   | 3–6, 1–6      |
| Світова група II 1996, плей-оф   | PO    | 13 липня 1996  | Південна Корея                  | Ґрунт    | Кім Ин Ха          | W   | 3–6, 6–0, 6–1 |
| Світова група II 1996, плей-оф   | PO    | 14 липня 1996  | Південна Корея                  | Ґрунт    | Пак Сон Хі         | L   | 3–6, 5–7      |
| Зона Європи/Африки 1999, група I | RR    | 19 квітня 1999 | Югославія                       | Ґрунт    | Драгана Зарич      | W   | 6–1, 6–2      |
| Зона Європи/Африки 1999, група I | RR    | 20 квітня 1999 | Фінляндія                       | Ґрунт    | Ганна-Катрі Аалто  | W   | 6–3, 6–1      |
| Зона Європи/Африки 1999, група I | RR    | 21 квітня 1999 | Велика Британія                 | Ґрунт    | Саманта Сміт       | W   | 7–6(7–4), 6–4 |
| Зона Європи/Африки 1999, група I | PPO   | 22 квітня 1999 | Словенія                        | Ґрунт    | Катарина Среботнік | L   | 2–6, 2–6      |

### Парний розряд (1–3)
| Edition                          | Раунд | Дата           | Партнерка           | Супротивник                                  | Покриття | Суперниці                        | W/L | Результат          |
| -------------------------------- | ----- | -------------- | ------------------- | -------------------------------------------- | -------- | -------------------------------- | --- | ------------------ |
| Світова група II 1996            | PO    | 28 квітня 1996 | Антоанета Пандєрова | Збірна Словаччини з тенісу в Кубку Федерації | Ґрунт    | Генрієта Надьова Радка Зрубакова | L   | 7–5, 3–6, 1–6      |
| Світова група II 1996, плей-оф   | PO    | 14 липня 1996  | Теодора Недева      | Південна Корея                               | Ґрунт    | Choi Ju-yeon Чхой Йон Ча         | L   | 4–6, 6–4, 6–7(3–7) |
| Зона Європи/Африки 1999, група I | RR    | 19 квітня 1999 | Десислава Топалова  | Югославія                                    | Ґрунт    | Бранка Бойович Драгана Зарич     | W   | 6–2, 6–2           |
| Зона Європи/Африки 1999, група I | RR    | 21 квітня 1999 | Десислава Топалова  | Велика Британія                              | Ґрунт    | Жулі Пуллен Джоан Ворд           | L   | 3–6, 5–7           |

- RR = Коловий турнір
- PPO = Плей-оф на вибування

## Виступи в одиночних турнірах Великого шолома
| W | Ф | ПФ | ЧФ | #Р | КТ | К# | DNQ | A | NH |

| Турнір                                 | 1995  | 1996  | 1997  | 1998  | 1999  | 2000  | 2001  | 2002  | Career SR | В-П  |
| -------------------------------------- | ----- | ----- | ----- | ----- | ----- | ----- | ----- | ----- | --------- | ---- |
| Відкритий чемпіонат Австралії з тенісу |       |       |       | К2р   | 1р    | 1р    | 1р    | 1р    | 0 / 4     | 0–4  |
| Відкритий чемпіонат Франції з тенісу   |       |       |       | 1р    | 1р    | 1р    | 1р    |       | 0 / 4     | 0–4  |
| Вімблдонський турнір                   |       |       |       | 1р    | 1р    | К3р   | 1р    |       | 0 / 3     | 0–3  |
| Відкритий чемпіонат США з тенісу       |       |       | 1р    | 2р    | 1р    | 2р    | 1р    |       | 0 / 5     | 2–5  |
| SR                                     | 0 / 0 | 0 / 0 | 0 / 1 | 0 / 3 | 0 / 4 | 0 / 3 | 0 / 4 | 0 / 1 | 0 / 16    | 2–16 |